# Лоуренс, Эшли (футболистка)
Эшли Лоуренс (англ. Ashley Lawrence; род. 11 июня 1995, Торонто) — канадская футболистка, полузащитник клуба «Челси» и сборной Канады. Олимпийская чемпионка (2020).

## Клубная карьера

### Колледж
Лоуренс играл в футбол в Университете Западной Виргинии, где была сокапитаном команды, и выиграла множество наград.

### «Вон Адзурри»
В июне 2016 года Лоуренс подписал контракт с клубом «Вон Адзурри» из Лиги 1 Онтарио, чтобы получить путевку на летние Олимпийские игры 2016 в Рио-де-Жанейро.

### «Пари Сен-Жермен»
В январе 2017 года Лоуренс подписала контракт с клубом «Пари Сен-Жермен» из первого французского дивизиона до 2019 года. В декабре 2018 года Лоуренс продлила контракт с парижской командой.

### «Челси»
1 июля 2023 года Лоуренс подписала трехлетний контракт с «Челси». Свой первый гол за лондонский клуб она забила 4 ноября в ворота «Астон Виллы».

## Карьера за сборную
Дебют за национальную сборную Канады состоялся в 2013 году на кубке Юнчуань в игре против сборной Китая. В августе 2016 года выиграла бронзовую медаль на летних Олимпийских играх в Рио-де-Жанейро.
2 августа 2021 года она сыграла свой сотый матч за Канаду в полуфинале летних Олимпийских игр 2020 года. На счете 117-й минуте олимпийского финала она головой выбила мяч с линии своих ворот и не допустила взятие ворот. Канада выиграла тот матч по серии пенальти.
9 июля 2023 года Лоуренс была вклюена в состав на чемпионате мира 2023. Она сыграла во всех трёх играх групповой стадии.

## Личная жизнь
Ее мать родом из Ярмуты, а ее отец с Ямайки.

## Статистика

### Клубная
| Клуб            | Лига            | Сезон      | Лига  | Лига | Кубок | Кубок | Континент | Континент | Другое | Другое | Итог  | Итог |
| Клуб            | Лига            | Сезон      | Матчи | Голы | Матчи | Голы  | Матчи     | Голы      | Матчи  | Голы   | Матчи | Голы |
| --------------- | --------------- | ---------- | ----- | ---- | ----- | ----- | --------- | --------- | ------ | ------ | ----- | ---- |
| Пари Сен-Жермен | Первый дивизион | 2016/17    | 11    | 1    | 5     | 0     | 5         | 0         | 0      | 0      | 21    | 1    |
| Пари Сен-Жермен | Первый дивизион | 2017/18    | 21    | 0    | 5     | 0     | 0         | 0         | 0      | 0      | 26    | 0    |
| Пари Сен-Жермен | Первый дивизион | 2018/19    | 14    | 2    | 2     | 0     | 4         | 0         | 0      | 0      | 20    | 2    |
| Пари Сен-Жермен | Первый дивизион | 2019/20    | 9     | 3    | 3     | 1     | 5         | 0         | 1      | 0      | 18    | 4    |
| Пари Сен-Жермен | Первый дивизион | 2020/21    | 20    | 1    | 1     | 0     | 6         | 1         | 0      | 0      | 27    | 2    |
| Пари Сен-Жермен | Первый дивизион | 2021/22    | 9     | 0    | 0     | 0     | 5         | 0         | 0      | 0      | 14    | 0    |
| Пари Сен-Жермен | Итог            | Итог       | 84    | 7    | 17    | 1     | 25        | 1         | 1      | 0      | 127   | 9    |
| Общий итог      | Общий итог      | Общий итог | 84    | 7    | 17    | 1     | 25        | 1         | 1      | 0      | 127   | 9    |

### Голы за сборную
| # | Дата            | Место                       | Соперник          | Счет | Результат | Турнир                                 |
| - | --------------- | --------------------------- | ----------------- | ---- | --------- | -------------------------------------- |
| 1 | 15 июня 2015    | Олимпийский стадион         | Нидерланды        | 1–0  | 1–1       | ЧМ 2015                                |
| 2 | 11 февраля 2016 | Би-би-ви-эй Компасс Стэдиум | Гайана            | 2–0  | 5–0       | Кубок КОНКАКАФ 2015                    |
| 3 | 11 февраля 2016 | Би-би-ви-эй Компасс Стэдиум | Гайана            | 4–0  | 5–0       | Кубок КОНКАКАФ 2015                    |
| 4 | 11 февраля 2016 | Би-би-ви-эй Компасс Стэдиум | Гайана            | 5–0  | 5–0       | Кубок КОНКАКАФ 2015                    |
| 5 | 7 марта 2018    | Бела Виста                  | Япония            | 2–0  | 2–0       | Кубок Алгарве 2018                     |
| 6 | 29 января 2020  | Х-Е-Б Парк                  | Сент-Китс и Невис | 2–0  | 11–0      | Олимпийская квалификация КОНКАКАФ 2020 |
| 7 | 29 января 2020  | Х-Е-Б Парк                  | Сент-Китс и Невис | 9–0  | 11–0      | Олимпийская квалификация КОНКАКАФ 2020 |
| 8 | 15 ноября 2022  | Морумби                     | Бразилия          | 1–1  | 1–2       | Товарищеский матч                      |

## Достижения

### Клубные

#### «Пари Сен-Жермен»
- Чемпионка Франции: 2020/21
- Обладательница Кубка Франции: 2017/18, 2021/22
- Финалистка Лиги чемпионов: 2016/17

#### «Челси»
- Чемпионка Англии: 2023/24

### Международные
- Олимпийский чемпион: 2020
- Бронзовый призёр Олимпийских игр: 2016
- Обладательница Кубка Алгарве: 2016